# Kaplaneikirche Gries im Sulztal

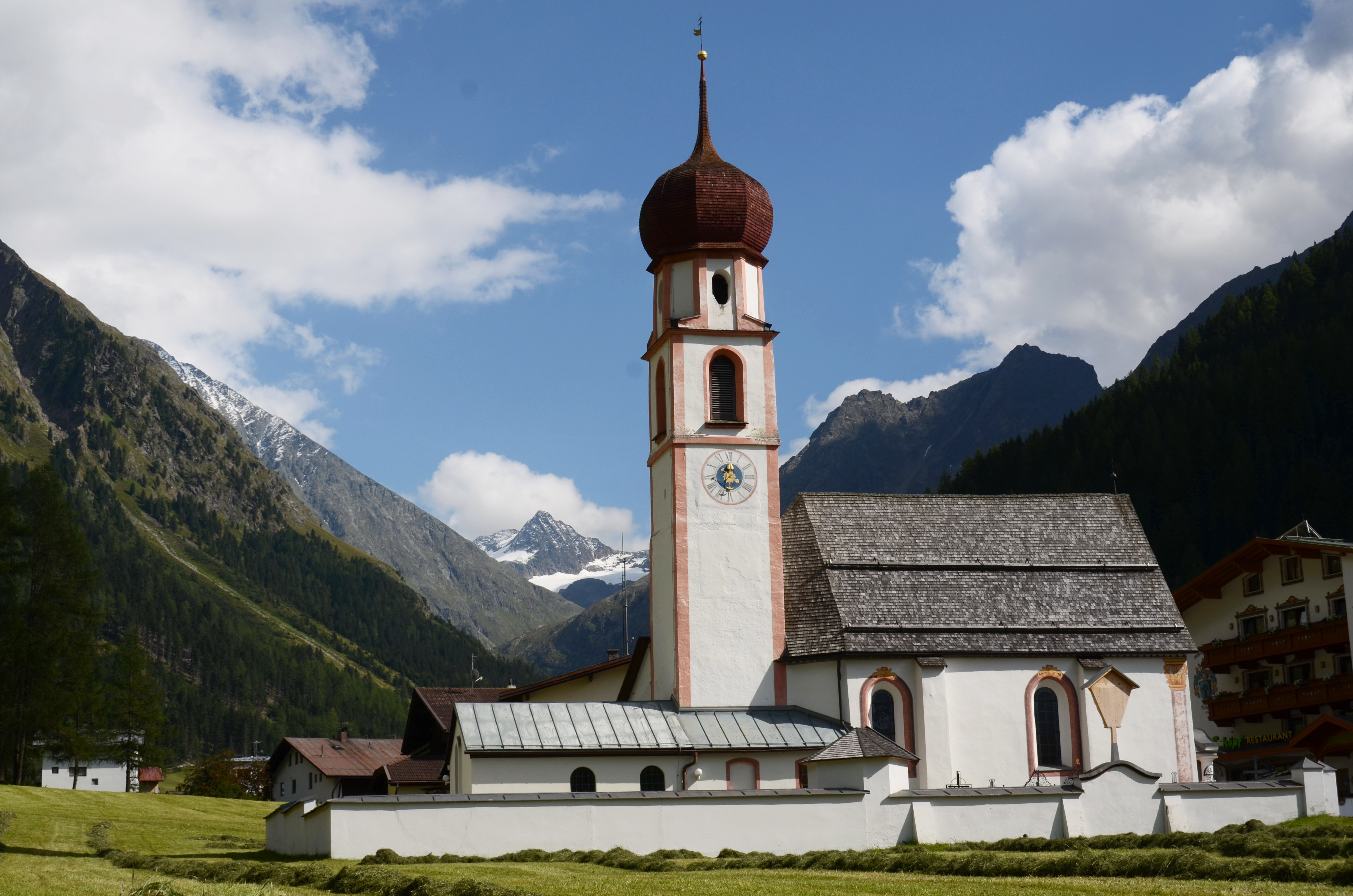
Katholische Kaplaneikirche Maria Hilf in Gries im Sulztal

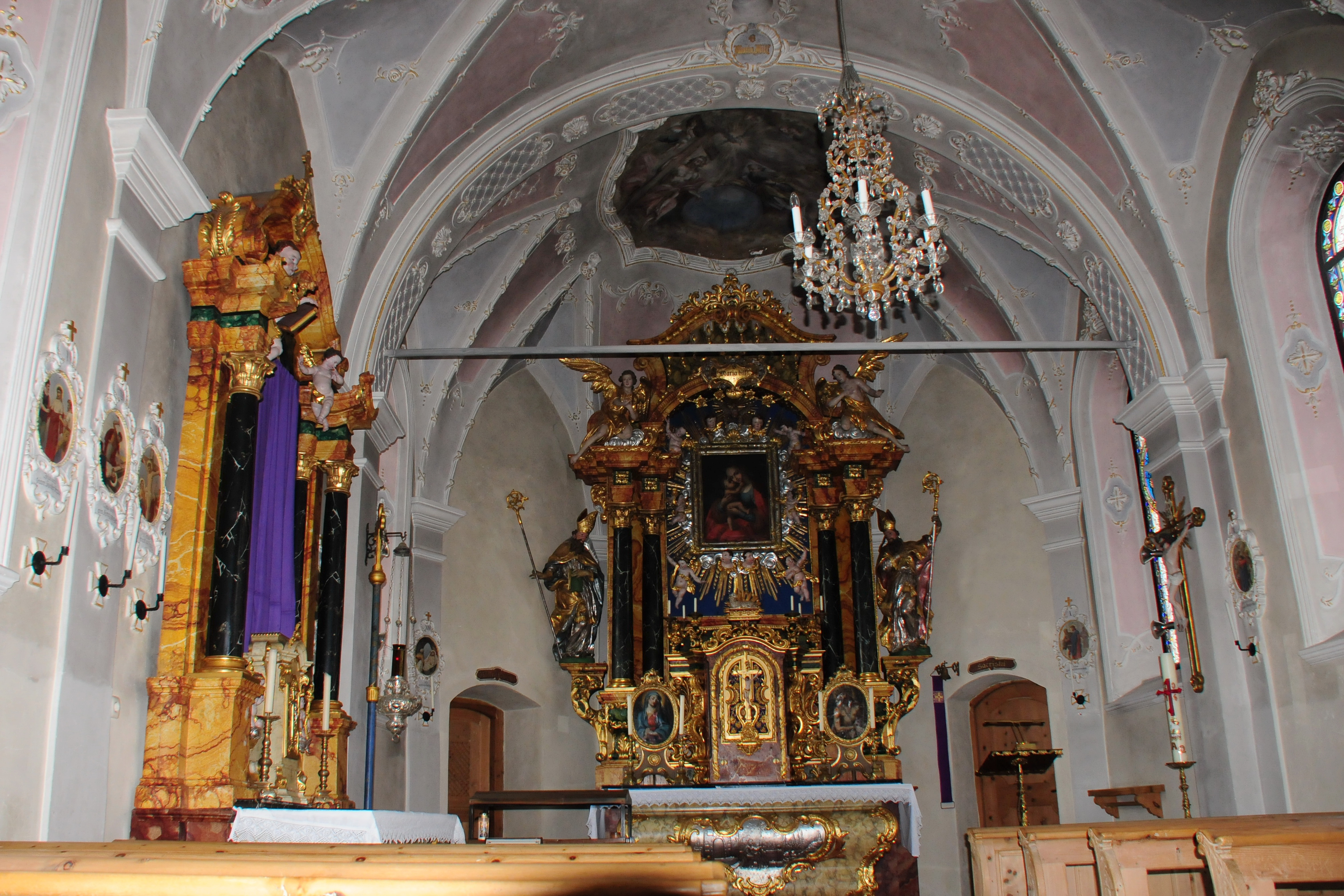
Langhaus, Blick zum Chor

Die Kaplaneikirche Gries im Sulztal steht in Gries im Sulztal in der Gemeinde Längenfeld im Ötztal im Bundesland Tirol. Die auf das Fest Maria Hilf geweihte römisch-katholische Kaplaneikirche gehört zum Dekanat Silz in der Diözese Innsbruck. Die Kirche und der Friedhof stehen unter Denkmalschutz (Listeneintrag).

## Geschichte
Die Kirche wurde 1655 wohl vom Baumeister Georg Keil erbaut. Die Kirche wurde 1703 erweitert, 1724 wurde der Turm erhöht. 1927 fand eine Restaurierung statt.

## Architektur
Der barocke Kirchenbau ist von einem Friedhof umgeben.
Die Westseite der genordeten Kirche hat Strebepfeiler, der Chor schließt polygonal, der im Norden angestellte Turm hat rundbogige Schallfenster, einen Achteckaufbau mit Ovalfenstern, er trägt einen Zwiebelhelm.
Das Kircheninnere zeigt ein dreijochiges Langhaus mit einer Apsis mit einem Fünfachtelschluss unter Stichkappentonnengewölben auf einer frühbarocken Pilastergliederung. Der spärliche Stuck als Bandlwerk entstand 1927. Die Gewölbemalereien Dreifaltigkeit, Mariä Heimsuchung und die Vier Evangelisten schuf der Maler Josef Anton Puellacher 1792.

## Ausstattung
Der Hochaltar aus 1703 wurde 1927 verändert, er zeigt das Hochaltarbild Mariahilf, eine Kopie des Maria-Hilf-Bildes von Lucas Cranach, welches zum Ziel einer Marienwallfahrt wurde, und trägt die Statuen Ingenuin und Albuin. Das Antependium zeigt das Relief Heimsuchung aus der Mitte des 18. Jahrhunderts. Der barocke Seitenaltar wurde 1776 geweiht und zeigt das Altarblatt Johannes Nepomuk als Fürbitter. Der Rokoko-Tabernakel ruht auf dem Antependium mit dem Relief Brückensturz des Johannes Nepomuk. Die meisten Votivbilder sind aus dem 19. Jahrhundert, ein Votivbild nennt 1793.
Die drei Glocken nennen Bartlme Graßmayr 1697, 1777 und 1778.